# Pteronymia notilla
Pteronymia notilla is een vlinder uit de familie Nymphalidae. De wetenschappelijke naam van de soort is voor het eerst geldig gepubliceerd in 1872 door Arthur Gardiner Butler & Herbert Druce.